# Retiro plagiatus
Retiro plagiatus là một loài nhện trong họ Amaurobiidae.
Loài này thuộc chi Retiro. Retiro plagiatus được Eugène Simon miêu tả năm 1893.